# تندو جام
تندو جام (به انگلیسی: Tando Jam) یک شهر در پاکستان است که در تعلقه حیدرآباد (روستایی) واقع شده‌است. تندو جام ۶ کیلومتر مربع مساحت و ~۵۰٬۰۰۰ نفر جمعیت دارد.